# District de Capira
Le district de Capira est l'une des divisions qui composent la province de Panama Ouest, au Panama. En 2010, le district comptait 45 265 habitants.